# Lars Olof Fägersten
Lars Olof Fägersten, född 9 november 1775, död 10 december 1847 i Stockholm, var svenskt kammarråd, bibliotekarie och boksamlare. 
Fägersten samlade på sig en omfattande boksamling om cirka 7 000 volymer och över 300 manuskript och med många sällsyntheter, bland annat Lasse Lucidors Lucida Intervalla (1685) som är känd i endast tre exemplar. År 1848 såldes hela samlingen av Stockholms auktionskammare, som gav ut en omfattande och innehållsrik auktionskatalog.